# Orist
Orist település Franciaországban, Landes megyében. Lakosainak száma 789 fő (2022. január 1.). Orist Josse, Pey, Rivière-Saas-et-Gourby, Saint-Étienne-d’Orthe, Saint-Geours-de-Maremne, Saint-Lon-les-Mines, Saubusse, Siest és Port-de-Lanne községekkel határos.

## Népesség
A település népességének változása:
| Lakosok száma | 466  | 480  | 503  | 631  | 682  | 693  | 722  | 742  | 762  | 789  |
|               | 1968 | 1982 | 1990 | 2006 | 2013 | 2015 | 2017 | 2019 | 2020 | 2022 |